# Почтовая улица (Ярославль)
Почто́вая у́лица (бывшая Спасонагородская улица) — улица в историческом центре города Ярославля. Лежит между улицей Андропова и площадью Челюскинцев. Нумерация домов ведётся от площади Челюскинцев.

## История
Улица была проложена в ходе перестройки города по регулярному плану 1778 года. В то время одновременно употреблялись два наименования: Спасо-Нагородская улица или просто Спасская улица по расположенной на ней церкви Спаса на Городу. Со второй половине XIX века до начала XX века употреблялось также обиходное название «овраг Медведицы» (с вариантом Медвежий овраг). К началу XX века устоялось название Спасонагородская улица.
В августе 1924 года Спасонагородскую улицу переименовали в Почтовую.

## Здания и сооружения
- Стадион «Юный спартаковец»
- № 3 — Церковь Спаса на Городу. Построена в 1672 году.
- № 4 — Трехэтажный жилой дом, построенный в 1904 году по проекту архитектора А. А. Никифорова[3] и принадлежавший ранее Спасо-Пробоинской церкви[4]
- № 8 — Бывший дом Бутикова[5], построенный в 80-е годы XVIII века по проекту архитектора И. М. Левенгагена[3]